# Cryptops galatheae
Cryptops galatheae är en mångfotingart som beskrevs av Frederik Vilhelm August Meinert 1886. Cryptops galatheae ingår i släktet Cryptops och familjen Cryptopidae. Inga underarter finns listade i Catalogue of Life.